# Фертут, Юссеф
Юссеф Фертут (араб. يوسف فرتوت‎; род. 7 июля 1970, Касабланка, Марокко) — марокканский футболист, нападающий.

## Карьера

### Клубная карьера
Во взрослом футболе дебютировал в 1989 году в клубе «Видад», в котором провёл шесть сезонов. В 1992 году вместе с клубом стал победителем Лиги чемпионов КАФ.
В 1995 году перешёл в португальский клуб «Белененсеш», за который отыграл следующие три сезона своей карьеры. В 1998 году перешёл в нидерландский «АЗ», в котором провёл три сезона.
Завершил карьеру футболиста в 2001 году.

### Карьера в сборной
В 1992 году дебютировал в официальных матчах в составе национальной сборной Марокко. В составе сборной был участником Кубка африканских наций в 1998 году.
Всего в течение карьеры в сборной провёл в её составе 26 матчей, забив 10 голов.